# Half-Breeds

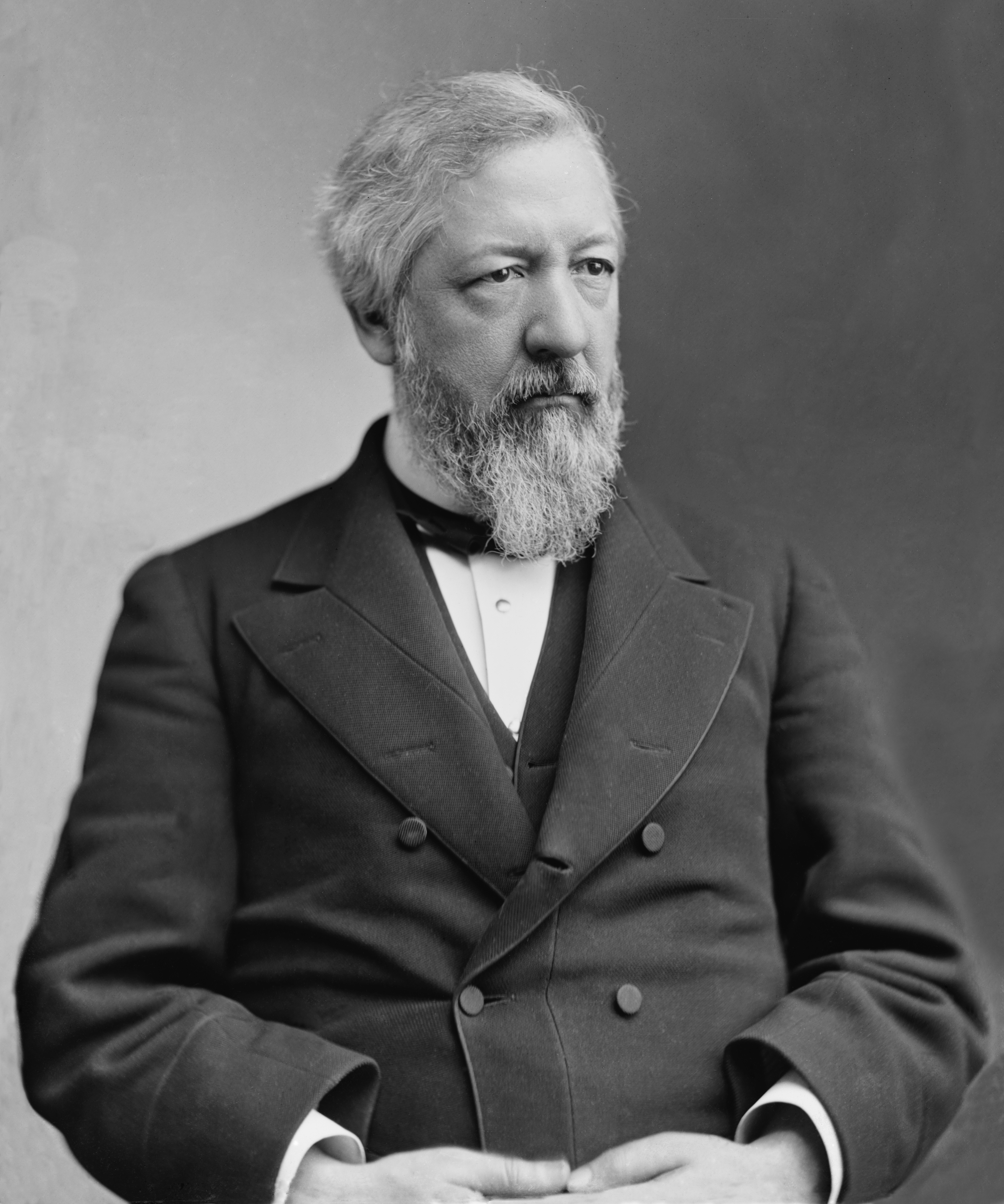
El senador James G. Blaine, el dirigente de los Half-Breeds.

Los Half-Breeds eran una facción política del Partido Republicano a finales del siglo XIX. 

## Características
Los Half-Breeds eran un grupo moderado, y era rivales de los Stalwarts, la otra facción principal del Partido Republicano. El asunto principal que dividió a Stalwarts y Half-Breeds era el patronaje político. Los Stalwarts estaban a favor de las máquinas políticas y el estilo de patronaje del spoils system, mientras que los Half-Breeds, dirigidos por el senador de Maine, James G. Blaine, estaban a favor de la reforma de servicio civil y un sistema de mérito. El epíteto "Half-Breeds" fue inventada en forma de burla por los Stalwarts para denotar aquellos quienes ellos percibían que solo eran mitad republicanos ("Half Republican", en inglés).

## Convención Nacional Republicana de 1880
En la Convención Nacional Republicana de 1880, el candidato Stalwart, el expresidente Ulysses S. Grant, estuvo enfrentado contra el candidato Half-Breed James G. Blaine para la nominación del partido. La campaña de Grant estuvo dirigida por el líder Stalwart Roscoe Conkling de Nueva York, el estado con la división más profunda entre Stalwarts y Half-Breeds. A pesar de los intentos de Conkling en imponer una regla de unidad en la Convención Nacional Republicana por lo cual los votos de un estado serían agrupados para un único candidato, un grupo de Stalwarts estuvo en contra por vocalizar su apoyo hacia el Half-Breed Blaine. Los Half-Breed se unieron para derrotar la regla de unidad en un voto, y eligieron al Half-Breed George Frisbie Hoar a la posición como presidente provisional de la convención.
Ambas facciones supieron que no había ninguna posibilidad de victoria para cualquier candidato, y los Half-Breeds escogieron a James Garfield como candidato como un compromiso. Garfield ganó la nominación del partido en la 36° boleta, y ganó las elecciones presidenciales de 1880. Blaine fue elegido como el secretario de Estado de Garfield, y tuvo una gran influencia sobre las políticas que Garfield emitió para la aprobación del congreso. Después de que Garfield fuera asesinado por Charles J. Guiteau, un Stalwart, quién proclamó, " Soy un Stalwart del Stalwarts y Arthur será Presidente", el nuevo presidente Stalwart, Chester A. Arthur sorprendió a los miembros de su propia facción por promover la reforma de servicio civil y emitiendo trabajos del gobierno basándose en un sistema de mérito.

## Ley de Reforma de Servicio Civil
Los Half-Breeds emitieron al Congreso la Ley de Reforma del Servicio Civil de Pendleton (creada por el demócrata George H. Pendleton), y Arthur firmó la propuesta de ley el 16 de enero de 1883. La ley puso punto final al spoils system, al menos simbólicamente, colocando un número significativo de empleados federales bajo el sistema de mérito y poniendo el gobierno en un camino a reforma cierta. La ley también fundó la Comisión de Servicio Civil de los Estados Unidos, prohibió los test políticos, negó trabajos a alcohólicos y creó controles competitivas para algunas posiciones federales.

## Declive
Las facciones Half-Breeds y Stalwart fueron disueltas hacia finales de los 1880s.